# Jenzer Motorsport
Jenzer Motorsport es una escudería de automovilismo suiza fundada en 1993 por Andreas Jenzer, con base en Lyss, Suiza. En 2025, tras quince temporadas compitiendo en la categoría GP3 Series/Campeonato de Fórmula 3 de la FIA, la escudería fue reemplazada en el campeonato por el equipo DAMS.

## Historia
La escudería tiene un buen palmarés en Fórmula Renault 2.0 de Suiza, ganando el campeonato de escuderías desde el año 2007. También participa en la Fórmula Abarth, y otros campeonatos de Fórmula Renault 2.0 y Fórmula Master Internacional donde consiguió un campeonato de pilotos en el 2009. Su competición más importante hasta el momento ha sido disputar GP3 Series.

## Resultados

### Categorías actuales

#### Campeonato de Fórmula 3 de la FIA
(Clave) (negrita indica pole position) (cursiva indica vuelta rápida puntuable)

| Año   | Chasis                                | Neu. | N.º | Pilotos             | 1    | 1    | 2    | 2    | 3   | 3   | 4    | 4    | 5    | 5    | 6   | 6   | 7   | 7   | 8   | 8   | 9   | 9   | Puntos | Pos. | Ref.  |
| ----- | ------------------------------------- | ---- | --- | ------------------- | ---- | ---- | ---- | ---- | --- | --- | ---- | ---- | ---- | ---- | --- | --- | --- | --- | --- | --- | --- | --- | ------ | ---- | ----- |
| 2019  | Dallara F3 2019 Mecachrome V634 3.4 L | P    |     |                     | BAR  | BAR  | LEC  | LEC  | SPI | SPI | SIL  | SIL  | BUD  | BUD  | SPA | SPA | MNZ | MNZ | SOC | SOC |     |     | 67     | 7.º  | [ 2 ] |
| 2019  | Dallara F3 2019 Mecachrome V634 3.4 L | P    | 14  | Yuki Tsunoda        | 10   | 9    | 7    | 9    | 16  | 11  | 14   | 7    | 9    | 6    | 6   | 2   | 3   | 1   | 12  | 25† |     |     | 67     | 7.º  | [ 2 ] |
| 2019  | Dallara F3 2019 Mecachrome V634 3.4 L | P    | 15  | Artem Petrov        | 18   | Ret  |      |      |     |     |      |      |      |      |     |     |     |     |     |     |     |     | 67     | 7.º  | [ 2 ] |
| 2019  | Dallara F3 2019 Mecachrome V634 3.4 L | P    | 15  | Giorgio Carrara     |      |      |      |      | 28  | 21  |      |      | 25   | 21   | 16  | Ret | Ret | 23  |     |     |     |     | 67     | 7.º  | [ 2 ] |
| 2019  | Dallara F3 2019 Mecachrome V634 3.4 L | P    | 15  | Federico Malvestiti |      |      |      |      |     |     | Ret  | 23   |      |      |     |     |     |     |     |     |     |     | 67     | 7.º  | [ 2 ] |
| 2019  | Dallara F3 2019 Mecachrome V634 3.4 L | P    | 15  | Hon Chio Leong      |      |      |      |      |     |     |      |      |      |      |     |     |     |     | Ret | 21  |     |     | 67     | 7.º  | [ 2 ] |
| 2019  | Dallara F3 2019 Mecachrome V634 3.4 L | P    | 16  | Andreas Estner      | 25   | 22   | 11   | 11   | 23  | 20  | 23   | 22   | 21   | 15   | 23  | 17  | 22  | 24  | 24  | 18  |     |     | 67     | 7.º  | [ 2 ] |
| 2020* | Dallara F3 2019 Mecachrome V634 3.4 L | P    |     |                     | SPI1 | SPI1 | SPI2 | SPI2 | BUD | BUD | SIL1 | SIL1 | SIL2 | SIL2 | BAR | BAR | SPA | SPA | MNZ | MNZ | MUG | MUG | 0      | 10.º | [ 3 ] |
| 2020* | Dallara F3 2019 Mecachrome V634 3.4 L | P    | 20  | Calan Williams      | 21   | 17   | 25   | 23   | Ret | 15  | 14   | 14   | Ret  | Ret  | 25  | 14  | 16  | 25  | 25  | 18  | 19  | 21  | 0      | 10.º | [ 3 ] |
| 2020* | Dallara F3 2019 Mecachrome V634 3.4 L | P    | 21  | Federico Malvestiti | 19   | 21   | 28   | 22   | 13  | Ret | 19   | 13   | Ret  | 23   | 26  | Ret | 18  | 24  | 21  | 14  | 18  | 22  | 0      | 10.º | [ 3 ] |
| 2020* | Dallara F3 2019 Mecachrome V634 3.4 L | P    | 22  | Matteo Nannini      | 27   | 18   | 23   | NC   | 22  | 24† | 24   | 23   | 27†  | 16   | 10  | 3   | 13  | 26  | Ret | 20  | 16  | 15  | 0      | 10.º | [ 3 ] |

- * Temporada en progreso.

### Categorías pasadas

#### GP3 Series
(Clave) (negrita indica pole position) (cursiva indica vuelta rápida puntuable)

| Año  | Chasis                             | Neu. | N.º | Pilotos             | 1   | 1   | 2   | 2   | 3   | 3   | 4   | 4   | 5   | 5   | 6   | 6   | 7   | 7   | 8   | 8   | 9   | 9   | Puntos | Pos. | Ref.   |
| ---- | ---------------------------------- | ---- | --- | ------------------- | --- | --- | --- | --- | --- | --- | --- | --- | --- | --- | --- | --- | --- | --- | --- | --- | --- | --- | ------ | ---- | ------ |
| 2010 | Dallara GP3/10 Renault 2.0 L Turbo | P    |     |                     | BAR | BAR | EST | EST | VAL | VAL | SIL | SIL | HOC | HOC | BUD | BUD | SPA | SPA | MNZ | MNZ |     |     | 67     | 3.º  | [ 4 ]  |
| 2010 | Dallara GP3/10 Renault 2.0 L Turbo | P    | 23  | Pål Varhaug         | 1   | Ret | 15  | 18  | 11  | 8   | 14  | 9   | 12  | Ret | 17  | 23  | 15  | 17  | 14  | 19  |     |     | 67     | 3.º  | [ 4 ]  |
| 2010 | Dallara GP3/10 Renault 2.0 L Turbo | P    | 24  | Simon Trummer       | 6   | 8   | 20  | 13  | 13  | 27  | 17  | 12  | 11  | Ret |     |     | 8   | Ret | Ret | 24  |     |     | 67     | 3.º  | [ 4 ]  |
| 2010 | Dallara GP3/10 Renault 2.0 L Turbo | P    | 24  | Marco Barba         |     |     |     |     |     |     |     |     |     |     | Ret | 19  |     |     |     |     |     |     | 67     | 3.º  | [ 4 ]  |
| 2010 | Dallara GP3/10 Renault 2.0 L Turbo | P    | 25  | Nico Müller         | 13  | 9   | 6   | 4   | 7   | 1   | 3   | 4   | Ret | 17  | 1   | 6   | 4   | 6   | 4   | 3   |     |     | 67     | 3.º  | [ 4 ]  |
| 2011 | Dallara GP3/10 Renault 2.0 L Turbo | P    |     |                     | EST | EST | BAR | BAR | VAL | VAL | SIL | SIL | NÜR | NÜR | BUD | BUD | SPA | SPA | MNZ | MNZ |     |     | 37     | 7.º  | [ 5 ]  |
| 2011 | Dallara GP3/10 Renault 2.0 L Turbo | P    | 7   | Nico Müller         | 11  | 15  | 5   | Ret | Ret | 14  | 1   | 11  | 15  | 7   | 4   | 5   | 7   | 3   | 4   | 3   |     |     | 37     | 7.º  | [ 5 ]  |
| 2011 | Dallara GP3/10 Renault 2.0 L Turbo | P    | 8   | Maxim Zimin         | 23  | 17  | Ret | 19  | Ret | 21† | DSQ | EX  | 20  | 15  | 19  | 8   | Ret | 15  | Ret | 16  |     |     | 37     | 7.º  | [ 5 ]  |
| 2011 | Dallara GP3/10 Renault 2.0 L Turbo | P    | 9   | Vittorio Ghirelli   | 25  | Ret | 9   | 8   | 13  | 9   | 14  | 22  | 13  | 11  | 22  | Ret |     |     |     |     |     |     | 37     | 7.º  | [ 5 ]  |
| 2011 | Dallara GP3/10 Renault 2.0 L Turbo | P    | 9   | Alex Fontana        |     |     |     |     |     |     |     |     |     |     |     |     | 14  | 6   |     |     |     |     | 37     | 7.º  | [ 5 ]  |
| 2011 | Dallara GP3/10 Renault 2.0 L Turbo | P    | 9   | Christophe Hurni    |     |     |     |     |     |     |     |     |     |     |     |     |     |     | 16  | 20  |     |     | 37     | 7.º  | [ 5 ]  |
| 2012 | Dallara GP3/10 Renault 2.0 L Turbo | P    |     |                     | BAR | BAR | MON | MON | VAL | VAL | SIL | SIL | HOC | HOC | BUD | BUD | SPA | SPA | MNZ | MNZ |     |     | 133.5  | 4.º  | [ 6 ]  |
| 2012 | Dallara GP3/10 Renault 2.0 L Turbo | P    | 20  | Robert Visoiu       | 8   | 2   | 14  | 10  | Ret | 12  | 12  | 5   | DSQ | 12  | 12  | 22  | 15  | 13  | 14  | 7   |     |     | 133.5  | 4.º  | [ 6 ]  |
| 2012 | Dallara GP3/10 Renault 2.0 L Turbo | P    | 21  | Patric Niederhauser | 4   | 5   | Ret | 15  | 8   | 1   | 10  | 3   | 1   | 9   | 16  | 2   | 11  | 6   | 5   | Ret |     |     | 133.5  | 4.º  | [ 6 ]  |
| 2012 | Dallara GP3/10 Renault 2.0 L Turbo | P    | 22  | Jakub Klášterka     | 19  | 14  | 22  | 19  |     |     |     |     |     |     |     |     |     |     |     |     |     |     | 133.5  | 4.º  | [ 6 ]  |
| 2012 | Dallara GP3/10 Renault 2.0 L Turbo | P    | 22  | Facu Regalia        |     |     |     |     |     |     | 14  | 12  |     |     |     |     |     |     |     |     |     |     | 133.5  | 4.º  | [ 6 ]  |
| 2012 | Dallara GP3/10 Renault 2.0 L Turbo | P    | 22  | Alex Fontana        |     |     |     |     |     |     |     |     |     |     | 17  | 15  | 10  | 4   |     |     |     |     | 133.5  | 4.º  | [ 6 ]  |
| 2013 | Dallara GP3/13 AER 3.4 L           | P    |     |                     | BAR | BAR | VAL | VAL | SIL | SIL | NÜR | NÜR | BUD | BUD | SPA | SPA | MNZ | MNZ | YMC | YMC |     |     | 51     | 7.º  | [ 7 ]  |
| 2013 | Dallara GP3/13 AER 3.4 L           | P    | 10  | Samin Gómez         | 16  | 13  | Ret | 19  | 20  | 18  | 18  | 19  | 19  | 14  | 16  | Ret | 17  | 15  | 22  | 25  |     |     | 51     | 7.º  | [ 7 ]  |
| 2013 | Dallara GP3/13 AER 3.4 L           | P    | 11  | Patric Niederhauser | 2   | 3   | 13  | Ret | 15  | 11  | 12  | 8   | 25  | 15  | Ret | 9   | 8   | Ret | Ret | 15  |     |     | 51     | 7.º  | [ 7 ]  |
| 2013 | Dallara GP3/13 AER 3.4 L           | P    | 12  | Alex Fontana        | 10  | 9   | 14  | 11  | 7   | 3   | Ret | 17  | 10  | 19  | 21  | 12  | Ret | Ret | 13  | 10  |     |     | 51     | 7.º  | [ 7 ]  |
| 2014 | Dallara GP3/13 AER 3.4 L           | P    |     |                     | BAR | BAR | SPI | SPI | SIL | SIL | HOC | HOC | BUD | BUD | SPA | SPA | MNZ | MNZ | SOC | SOC | YMC | YMC | 61     | 7.º  | [ 8 ]  |
| 2014 | Dallara GP3/13 AER 3.4 L           | P    | 20  | Pål Varhaug         | 12  | Ret | 13  | 9   | 11  | Ret | 19  | Ret | 21  | 14  | 5   | 8   | Ret | 11  | 10  | Ret | 14  | 9   | 61     | 7.º  | [ 8 ]  |
| 2014 | Dallara GP3/13 AER 3.4 L           | P    | 21  | Mathéo Tuscher      | 8   | 2   | 6   | Ret | 14  | 8   | 18  | 11  | 22  | 15  | Ret | 16  | 8   | Ret | Ret | 11  | Ret | 10  | 61     | 7.º  | [ 8 ]  |
| 2014 | Dallara GP3/13 AER 3.4 L           | P    | 22  | Adderly Fong        | Ret | 12  | Ret | 15  | 21  | 11  | 15  | 12  |     |     |     |     |     |     |     |     |     |     | 61     | 7.º  | [ 8 ]  |
| 2014 | Dallara GP3/13 AER 3.4 L           | P    | 22  | Christopher Höher   |     |     |     |     |     |     |     |     | 23  | 23  |     |     |     |     |     |     |     |     | 61     | 7.º  | [ 8 ]  |
| 2014 | Dallara GP3/13 AER 3.4 L           | P    | 22  | Kevin Ceccon        |     |     |     |     |     |     |     |     |     |     | 11  | 11  | 12  | 6   | 5   | Ret | 9   | 6   | 61     | 7.º  | [ 8 ]  |
| 2015 | Dallara GP3/13 AER 3.4 L           | P    |     |                     | BAR | BAR | SPI | SPI | SIL | SIL | BUD | BUD | SPA | SPA | MNZ | MNZ | SOC | SOC | SAK | SAK | YMC | YMC | 55     | 6.º  | [ 9 ]  |
| 2015 | Dallara GP3/13 AER 3.4 L           | P    | 20  | Pål Varhaug         | 21  | 18  | 11  | Ret | 16  | 19  | 9   | 7   | Ret | 10  | Ret | 14  | Ret | 14  | Ret | Ret | 11  | 8   | 55     | 6.º  | [ 9 ]  |
| 2015 | Dallara GP3/13 AER 3.4 L           | P    | 21  | Mathéo Tuscher      | 14  | 13  | 12  | DSQ | 10  | 9   | 10  | 9   | Ret | 4   | 6   | 6   | Ret | Ret | 12  | Ret | 16  | 14  | 55     | 6.º  | [ 9 ]  |
| 2015 | Dallara GP3/13 AER 3.4 L           | P    | 22  | Ralph Boschung      | Ret | 14  | 8   | 8   | 8   | 3   | 13  | 8   | 9   | 8   | 9   | 7   | 11  | DNS | 10  | 9   | 12  | 11  | 55     | 6.º  | [ 9 ]  |
| 2016 | Dallara GP3/16 Mecachrome 3.4 L    | P    |     |                     | BAR | BAR | SPI | SPI | SIL | SIL | BUD | BUD | HOC | HOC | SPA | SPA | MNZ | MNZ | KUA | KUA | YMC | YMC | 68     | 6.º  | [ 10 ] |
| 2016 | Dallara GP3/16 Mecachrome 3.4 L    | P    | 18  | Akash Nandy         | 21  | 23  | 12  | Ret | 19  | 21  | 17  | Ret | 13  | 16  | 16  | 13  | 15  | 18  | Ret | 18  | 13  | 13  | 68     | 6.º  | [ 10 ] |
| 2016 | Dallara GP3/16 Mecachrome 3.4 L    | P    | 19  | Richard Gonda       | 13  | 17  | 19  | Ret |     |     | 13  | 15  |     |     |     |     |     |     |     |     |     |     | 68     | 6.º  | [ 10 ] |
| 2016 | Dallara GP3/16 Mecachrome 3.4 L    | P    | 19  | Oscar Tunjo         |     |     |     |     |     |     |     |     |     |     | 15  | DNS |     |     |     |     |     |     | 68     | 6.º  | [ 10 ] |
| 2016 | Dallara GP3/16 Mecachrome 3.4 L    | P    | 19  | Alessio Lorandi     |     |     |     |     |     |     |     |     |     |     |     |     |     |     | 11  | 9   | 12  | 20  | 68     | 6.º  | [ 10 ] |
| 2016 | Dallara GP3/16 Mecachrome 3.4 L    | P    | 20  | Oscar Tunjo         | 8   | 2   | 14  | 13  |     |     |     |     |     |     |     |     |     |     |     |     |     |     | 68     | 6.º  | [ 10 ] |
| 2016 | Dallara GP3/16 Mecachrome 3.4 L    | P    | 20  | Arjun Maini         |     |     |     |     | 8   | 19  | 8   | 2   | 7   | 5   | Ret | 16  | 14  | 6   | 4   | 7   | 14  | 14  | 68     | 6.º  | [ 10 ] |
| 2017 | Dallara GP3/16 Mecachrome 3.4 L    | P    |     |                     | BAR | BAR | SPI | SPI | SIL | SIL | BUD | BUD | SPA | SPA | MNZ | MNZ | JER | JER | YMC | YMC |     |     | 167    | 3.º  | [ 11 ] |
| 2017 | Dallara GP3/16 Mecachrome 3.4 L    | P    | 22  | Alessio Lorandi     | 3   | 3   | 7   | 8   | 3   | 6   | 4   | Ret | 12  | 14  | Ret | C   | 8   | 1   | 5   | 17  |     |     | 167    | 3.º  | [ 11 ] |
| 2017 | Dallara GP3/16 Mecachrome 3.4 L    | P    | 23  | Juan Manuel Correa  |     |     |     |     |     |     |     |     | 15  | Ret | Ret | C   | 15  | 16  | 12  | 12  |     |     | 167    | 3.º  | [ 11 ] |
| 2017 | Dallara GP3/16 Mecachrome 3.4 L    | P    | 24  | Arjun Maini         | 7   | 1   | 10  | 16  | 6   | 5   | Ret | 8   | 4   | 6   | 16† | C   | 17  | 12  | 3   | 6   |     |     | 167    | 3.º  | [ 11 ] |
| 2018 | Dallara GP3/16 Mecachrome 3.4 L    | P    |     |                     | BAR | BAR | LEC | LEC | SPI | SPI | SIL | SIL | BUD | BUD | SPA | SPA | MNZ | MNZ | SOC | SOC | YMC | YMC | 65     | 5.º  | [ 12 ] |
| 2018 | Dallara GP3/16 Mecachrome 3.4 L    | P    | 9   | Tatiana Calderón    | Ret | Ret | 17  | 16  | 12  | 12  | Ret | 10  | 11  | 8   | 10  | 9   | 15  | 6   | 10  | 7   | 10  | 8   | 65     | 5.º  | [ 12 ] |
| 2018 | Dallara GP3/16 Mecachrome 3.4 L    | P    | 10  | Juan Manuel Correa  | 8   | 4   | 9   | 12  | 19  | 13  | Ret | 15  | 7   | 5   | 11  | 10  | 17  | Ret | 9   | 5   | 8   | 6   | 65     | 5.º  | [ 12 ] |
| 2018 | Dallara GP3/16 Mecachrome 3.4 L    | P    | 11  | David Beckmann      | 6   | 17  | 18  | 10  | 8   | Ret | 14  | Ret |     |     |     |     |     |     |     |     |     |     | 65     | 5.º  | [ 12 ] |
| 2018 | Dallara GP3/16 Mecachrome 3.4 L    | P    | 11  | Jannes Fittje       |     |     |     |     |     |     |     |     | 13  | 17  | 20  | 15  | 16  | 11  | 12  | 10  | 13  | Ret | 65     | 5.º  | [ 12 ] |

### Fórmula Winter Series
| Temporada | Monoplaza      | Piloto       | Carreras | Victorias | Poles | VR | Puntos | Pos. |
| --------- | -------------- | ------------ | -------- | --------- | ----- | -- | ------ | ---- |
| 2023      | Tatuus F4-T421 | Kim Hwarang  | 4        | 0         | 0     | 0  | 36     | 7.º  |
| 2023      | Tatuus F4-T421 | Ethan Ischer | 4        | 0         | 0     | 0  | 26     | 11.º |

### Citas
1. ↑  «How to find us». Jenzer Motorsport (en inglés). Consultado el 8 de julio de 2018.
2. ↑  «Team Standings - FIA Formula 3 2019». Fórmula 3 (en inglés). Formula Motorsport Limited. Archivado desde el original el 29 de septiembre de 2019. Consultado el 29 de septiembre de 2019.
3. ↑  «Team Standings 2020». Fórmula 3 (en inglés). FIA Formula 3 Championship Limited. Consultado el 15 de julio de 2020.
4. ↑  «Team Standings - GP3 Series 2010». GP3 Series (GP2 Motorsport Limited). Archivado desde el original el 28 de octubre de 2018. Consultado el 4 de diciembre de 2018.
5. ↑  «Team Standings - GP3 Series 2011». GP3 Series (GP2 Motorsport Limited). Archivado desde el original el 28 de octubre de 2018. Consultado el 4 de diciembre de 2018.
6. ↑  «Team Standings - GP3 Series 2012». GP3 Series (GP2 Motorsport Limited). Archivado desde el original el 28 de octubre de 2018. Consultado el 4 de diciembre de 2018.
7. ↑  «Team Standings - GP3 Series 2013». GP3 Series (GP2 Motorsport Limited). Archivado desde el original el 28 de octubre de 2018. Consultado el 4 de diciembre de 2018.
8. ↑  «Team Standings - GP3 Series 2014». GP3 Series (GP2 Motorsport Limited). Archivado desde el original el 28 de octubre de 2018. Consultado el 4 de diciembre de 2018.
9. ↑  «Team Standings - GP3 Series 2015». GP3 Series (GP2 Motorsport Limited). Archivado desde el original el 28 de octubre de 2018. Consultado el 4 de diciembre de 2018.
10. ↑  «Team Standings - GP3 Series 2016». GP3 Series (GP2 Motorsport Limited). Archivado desde el original el 28 de octubre de 2018. Consultado el 4 de diciembre de 2018.
11. ↑  «Team Standings - GP3 Series 2017». GP3 Series (GP2 Motorsport Limited). Archivado desde el original el 28 de octubre de 2018. Consultado el 4 de diciembre de 2018.
12. ↑  «Team Standings - GP3 Series 2018». GP3 Series (GP2 Motorsport Limited). Archivado desde el original el 28 de octubre de 2018. Consultado el 4 de diciembre de 2018.